# Palazzo Borbone
Il Palazzo Borbone (in francese: Palais Bourbon) è un edificio storico di Parigi che si trova sulla Rive Gauche, la riva sinistra della Senna, sul Quai d'Orsay, davanti al Pont de la Concorde. È la sede dell'Assemblée Nationale, la camera bassa francese.

## Storia
L'edificio fu realizzato fra il 1722 e il 1728 per volere della duchessa di Borbone Luisa Francesca, figlia di Luigi XIV: a realizzarlo si prestarono Lorenzo Giardini, seguito da Pierre Cailleteau detto "Lassurance" e infine da Jean Aubert e Jacques Gabriel, che lo portarono a compimento. Successivamente, nel 1764, fu rilevato da Luigi-Giuseppe di Borbone-Condé, che ne decise l'ampliamento e fece realizzare, fra le altre strutture, le due ali che cingono il cortile d'onore rivolto verso la piazza che del palazzo porta il nome. Alla fine del XVIII secolo, dal 1798, ospitò il Consiglio dei Cinquecento. Successivamente, fra il 1803 e il 1807, Napoleone ordinò che fosse realizzata la facciata neoclassica che dà sulla Senna.

## Descrizione

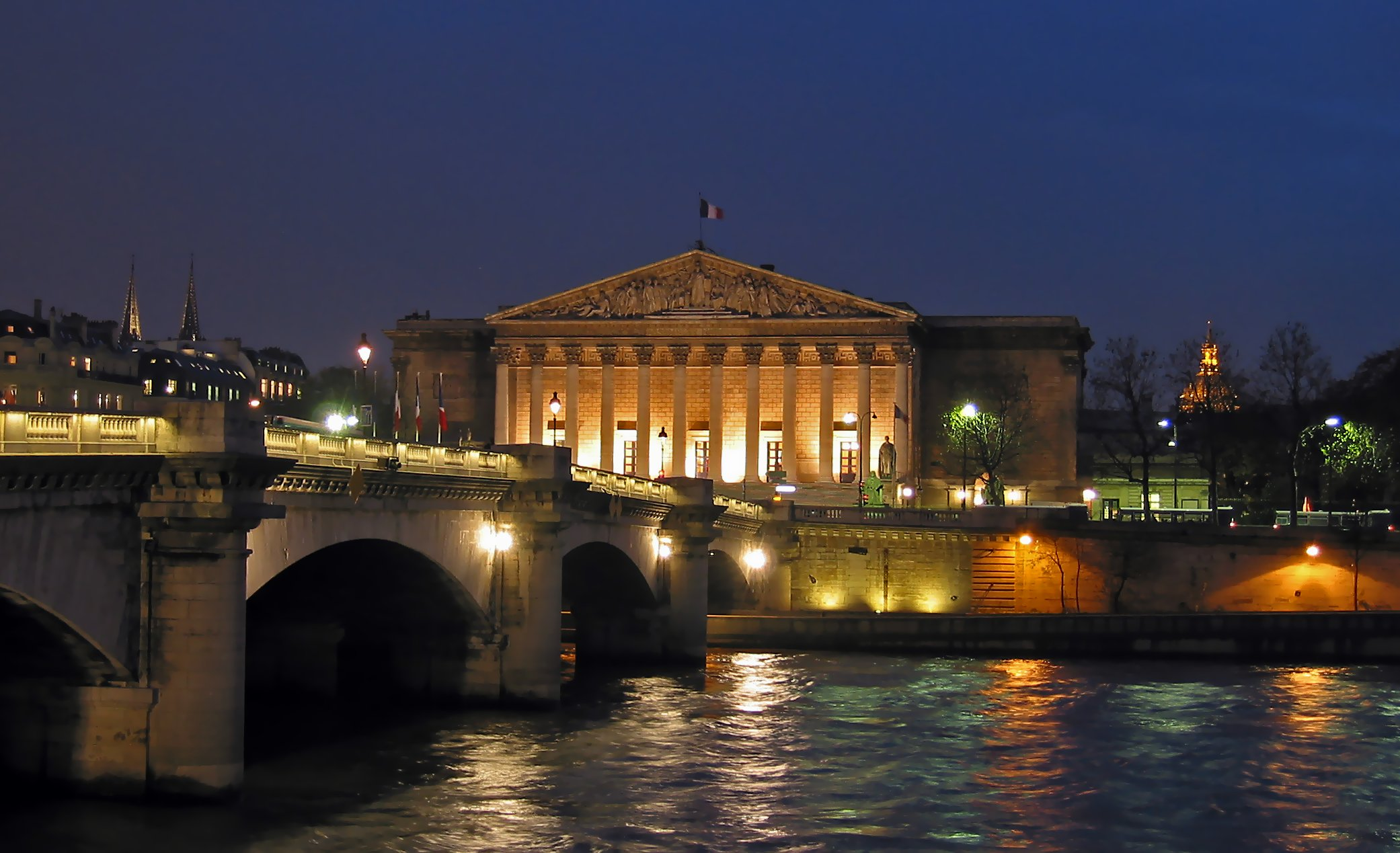
Il palazzo in una foto notturna scattata da Place de la Concorde

Il palazzo risente delle modifiche effettuate nel corso del XVIII secolo, senza per questo perdere armonia. L'entrata principale dell'edificio dà sulla piazza omonima e conserva l'aspetto settecentesco.

### Interno
Il palazzo è stato decorato in gran parte da Eugène Delacroix, massimo esponente della pittura romantica nella prima metà dell'Ottocento. All'interno vanno segnalati:
- la Sala delle Sedute, realizzata nel 1832, un emiciclo intorno al quale si trovano 20 imponenti colonne ioniche marmoree, alcuni bassorilievi e arazzi della scuola dei Gobelins;
- la Sala dei Passi Perduti, con un soffitto dipinto da Claude-Joseph Vernet;
- la Sala delle Conferenze, che conserva alcuni dipinti e sculture di pregio, e l'annesso vestibolo;
- la Biblioteca, che conserva decorazioni realizzate fra il 1838 e il 1847 da Delacroix, fra i quali merita una menzione la Storia della Civiltà dipinta nella volta, e che ospita i busti commemorativi di Voltaire e Denis Diderot realizzati da Jean-Antoine Houdon; la Biblioteca custodisce preziose opere tra le quali vanno segnalate il Codice Borbonicus, gli atti originali del processo di Giovanna d'Arco e vari manoscritti del filosofo Jean-Jacques Rousseau.
- il Salone del Re, che conserva le raffigurazioni della Giustizia, dell'Agricoltura, dell'Industria e della Guerra realizzate da Delacroix.